# Crude Set Drama
Crude Set Drama er en britisk stumfilm fra 1895 af Birt Acres.